# There's Us
There's Us is een single uit 2012 van de Nederlandse zangeres Jennifer Ewbank. Het is het vijfde nummer van het album London Tree en betreft een duet tussen Jennifer en haar halfbroer John Ewbank. Het is een cover van het gelijknamige nummer van de Canadese zangeres Alexz Johnson uitgebracht in 2006. Het nummer won in 2005 in de International Songwriting Competition de eerste prijs in de categorie Top40/Pop.
There's Us is tevens de titelsong van de Nederlandse film Taped.

## Tracklist
1. There's Us